# Giuseppe Angelo Saluzzo di Menusiglio
Giuseppe Angelo Saluzzo di Menusiglio (en français Joseph-Ange, comte de Saluces de Menusiglio) (né en 1734 à Saluces et mort en 1810) est un savant piémontais.

## Biographie
Issu de la famille des marquis de Saluces, Giuseppe Angelo Saluzzo di Menusiglio naît à Saluces et devient écuyer du prince héréditaire de Savoie. Il sert avec distinction comme général d'artillerie dans les guerres de la Révolution, mais emploie tous ses loisirs à la culture des sciences.
Il contribue lui-même à l'avancement de la physique et de la chimie, et on lui doit plusieurs découvertes sur les propriétés des gaz et sur la teinture, ainsi que l'invention d'une machine à filer la soie. 
Il est l'un des fondateurs avec Joseph-Louis Lagrange de la Societa privata torinese, ancêtre de l'Académie des Sciences de Turin .
Il est le père d'Alessandro Saluzzo di Menusiglio (1775–1851), militaire et homme politique piémontais.